# Димитър Бакърджиев
Димитър Бакърджиев е български революционер, войвода на Вътрешната македоно-одринска революционна организация.

## Биография
Димитър Бакърджиев е роден през 1880 година в Белоградчик. Завършва основно училище в родния си град и гимназия, след което става учител. От 1903 година е преподавател в Битолската гимназия. При подготовката на Илинденско-Преображенското въстание минава в нелегалност и участва в него в чета на битолския революционен окръг.
През 1904 година Димитър Бакърджиев става четник при щипския войвода Сотир Атанасов и действа с неговата чета в Кочанско, Кратовско и Щипско. В периода 1906 – 1907 е районен войвода в Демирхисарско и Битолско. Жени се за Елена Иванова, чиято сестра Олга се жени за Васил Чекаларов.
През Балканската война е македоно-одрински опълченец в четата на Пандил Шишков, която действа в Битолско и Леринско. В Първата световна война води разузнавателна чета в Егейска Македония. Навлязла дълбоко в Кукушко при Арджанското езеро, четата е пресрещната от гръцки патрул. В сражението Димитър Бакърджиев и един негов четник са ранени. Изправени са пред английски военен съд, а после са отведени в английския военнопленнически лагер Караисин край Солун.
Димитър Бакърджиев е убит в Радовиш на 24 март 1919 година.